# Перша опіумна війна
Пе́рша о́піумна війна́ (англ. First Opium War, кит.: 第一次鸦片战争) — війна у 1839-1842 роках між Великою Британією та маньчжурською династією Цін, що правила Китаєм.

## Причини
В 17-18-му століттях продаж товарів з Китаю (в основному шовк, порцеляна та чай) в Європу створив торговий дисбаланс між династією Цін Китаю та Британською імперією. Європейські моряки ввозили товари в Китай через єдиний дозволений порт, в місті Кантон. Таким чином влада Китаю могла контролювати торгові потоки з Європою. Щоб порушити дисбаланс торгівлі, Британська Ост-Індійська компанія почала продавати опіум, вирощений в Індії, через незалежних торговців в обмін на срібло. Опіум транспортували до Китайського узбережжя, де місцеві посередники заробили величезні прибутки, продаючи ліки всередині Китаю. Наплив наркотиків змінив китайський торговий профіцит, вимивав з ринку срібло та збільшив кількість наркозалежних всередині країни.
Коли урядовий комісар в м. Кантоні Лінь Цзе-сюй в травні 1839 року вжив рішучих заходів проти масового контрабандного довозу опіуму, конфіскувавши його у британців і знищивши, британський флот без оголошення війни почав воєнні дії проти Китаю. Непідготовлена і погано озброєна китайська армія зазнала поразки. Попри опір китайської армії, британські війська захопили та пограбували міста Нінбо, Амой, Шанхай та острови Гонконг і Чжоушань, підступили до Нанкіна. Уряд Китаю капітулював перед агресором і 29 серпня 1842 року підписав з Великою Британією Нанкінський договір — перший нерівноправний для Китаю договір.

## Наслідки
За результатами мирного договору Велика Британія отримала у довічне користування острів Гонконг, а також відкрила свої торгові представництва у містах Шанхай, Нінбо, Амой, Фучжоу та Кантон, створивши домінуючі умови для британської колоніальної торгівлі.
Перша опіумна війна стала початком тривалого періоду послаблення держави та громадянської смути в Китаї, що призвело до закабалення країни з боку європейських держав і довготривалої депопуляції населення. Так, в 1842 р. населення Китаю становило 416 118 200 осіб, з них 2 млн — наркоманів, у 1881 — 369 183 000 осіб, з них 120 млн — наркоманів.